# Ramalina polyforma
Ramalina polyforma är en lavart som beskrevs av Aptroot. Ramalina polyforma ingår i släktet Ramalina och familjen Ramalinaceae.   Inga underarter finns listade i Catalogue of Life.